# Yuki Kawai
Yuki Kawai (河合 由貴, Kawa'i Yuki) est une joueuse japonaise de volley-ball née le 22 janvier 1990 à Hiji, Oita. Elle mesure 1,68 m et joue passeuse.

## Clubs
| Club         | Pays  | De        | À |
| ------------ | ----- | --------- | - |
| JT Marvelous | Japon | 2008-2009 | … |

## Palmarès
- Championnat d'Asie des moins de 18 ans :
  - Vainqueur : 2007
- Championnat d'Asie des moins de 20 ans :
  - Vainqueur : 2008 - MVP, Meilleure passeuse